# Guaraní (Schiff)
Die Guaraní war ein argentinisches Rettungsschiff. Im Oktober 1958 ging sie bei einem Einsatz verloren.

## Geschichte
Die Guaraní wurde im Jahr 1945 ursprünglich für die United States Army als Schlepper LT 817 auf der Marietta Manufacturing's shipyard on the Ohio River in Point Pleasant, West Virginia gebaut und 1946 an Argentinien für 139.000 US-Dollar verkauft und mit der Nummer R 7 registriert.
Bis zum Jahr 1954 war das Schiff unter anderem an den Einsätzen zur Rettung des Transporters Patagonia (1948), der Frachtschiffe Montreal (1951) und Río Santa Cruz (1952) und an der erfolglosen Suche nach der Lucho IV, (1952) beteiligt. Danach wurde das Schiff als Rettungsschiff klassifiziert und nach Ushuaia am Beagle-Kanal beordert. 1958 spielte das Schiff eine aktive Rolle im Snipe-Zwischenfall, einer Auseinandersetzung zwischen Chile und Argentinien um einen Felsen im Beagle-Kanal. Es war die Besatzung der Guaraní, die einen dort stehenden chilenischen Leuchtturm demontierte und in das Meer warf.

## Verlust

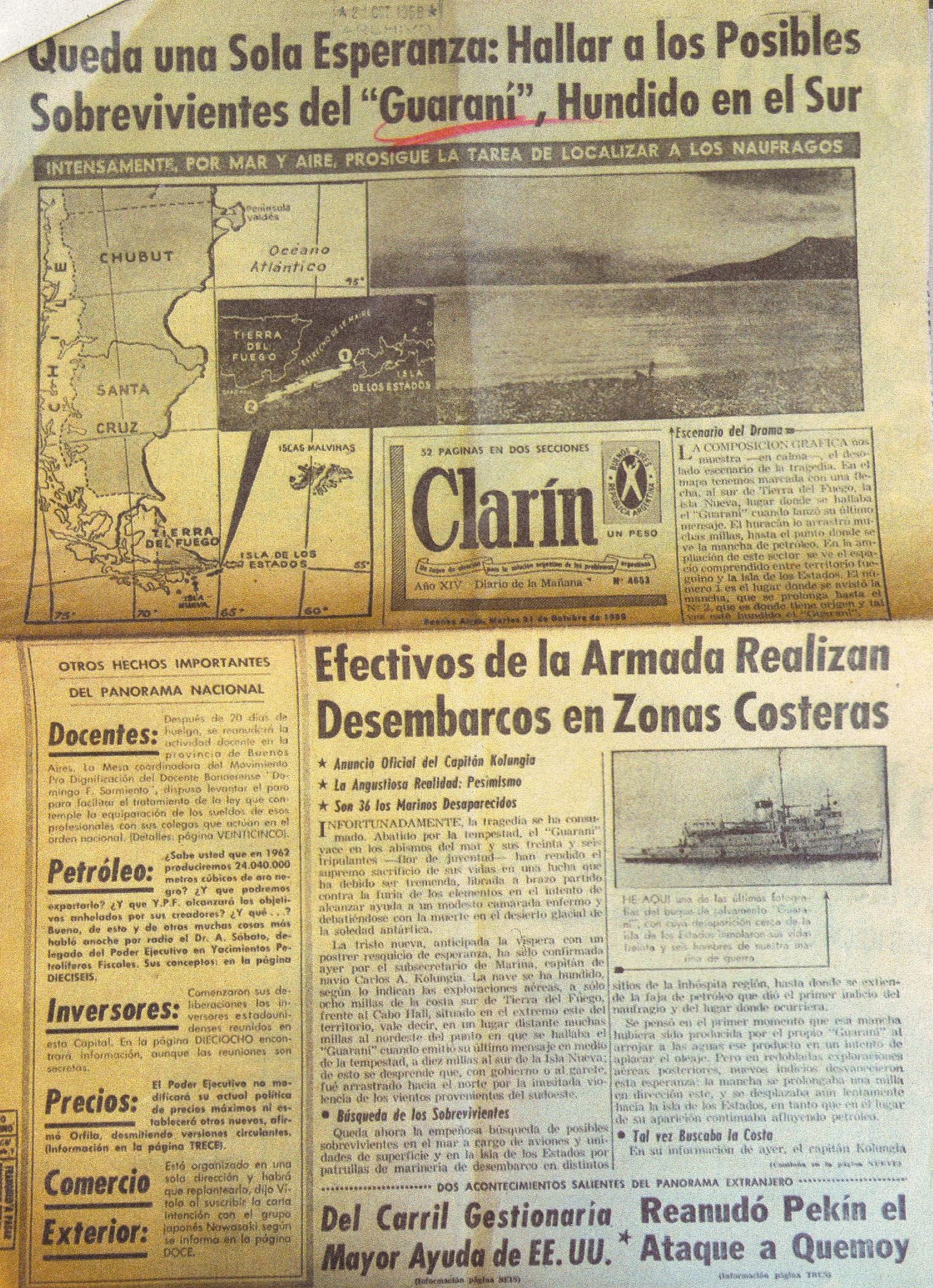
Zeitungsbericht zur Suche nach der Guaraní

Am 14. Oktober 1958 um 6.00 Uhr legte das Schiff mit einer Besatzung von 38 Personen in Ushuaia ab um die Drake-Passage zu erreichen. Ihr Auftrag war es, einer Douglas DC-4, welche im Rahmen eines Notfalles die Antarktis anflog, dort medizinisches Material abwarf und mangels Landepiste sofort zurückflog, als Wetter- und Orientierungstation zu dienen. Am 15. Oktober meldete das Schiff per Funk einen Wassereinbruch, seine Position war etwa 10 Seemeilen südwestlich der Nueva-Insel. Weiter wurde mitgeteilt, dass die Insel angelaufen werden solle, um sich dort in Sicherheit zu bringen. Eine kurze Zeit später empfing man eine unterbrochene Meldung des Schiffs, dies war die letzte Kommunikation mit der Guaraní.
Sofort nach dem Verlust der Funkverbindung wurde die Suche eingeleitet. Es beteiligten sich daran die kurz danach zurückgekehrte und eine weitere DC-4 sowie zwei Consolidated PBY Seeaufklärer. Die Zerstörer San Luis und Cervantes liefen am 15. Oktober um 23.00 Uhr von Puerto Belgrano, das Seenotrettungsboot Diaguita um 19.20 Uhr von Mar del Plata aus. Zusätzlich nahmen die chilenischen Fregatten Covadonga und Iquique an der Suche teil. Am 19. Oktober meldete eines der an der Suche beteiligten Flugzeuge eine Ölspur zwischen der Nueva Insel und der Isla de los Estados, 220 Seemeilen vom Unglücksort. Am 27. Oktober 1958 wurde die Suche eingestellt, weder Schiff noch Besatzung wurden je gefunden.